# Замки на річці Дунаєць

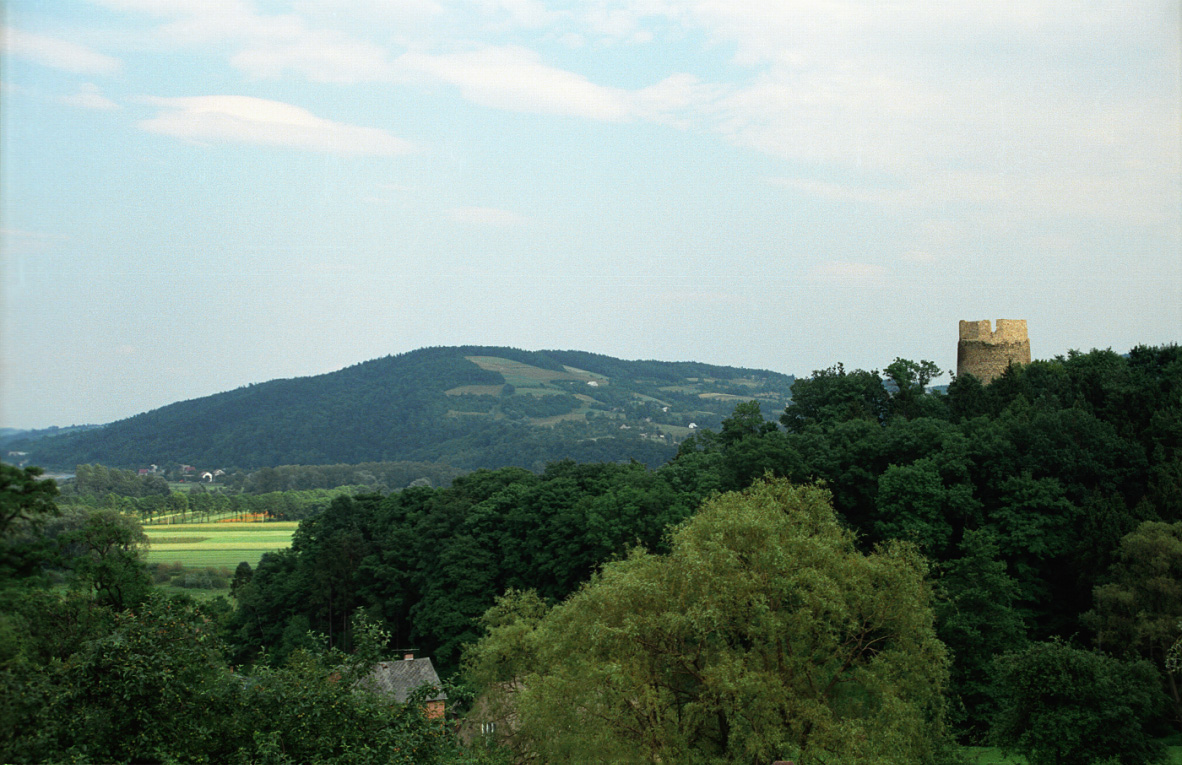
Руїни замку в Чхуві

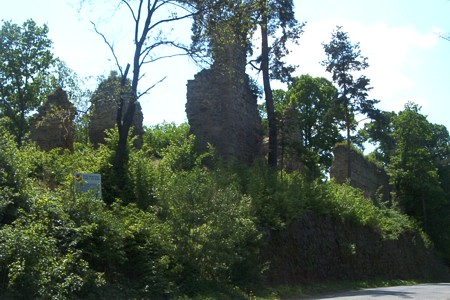
Руїни замку в Рожнові

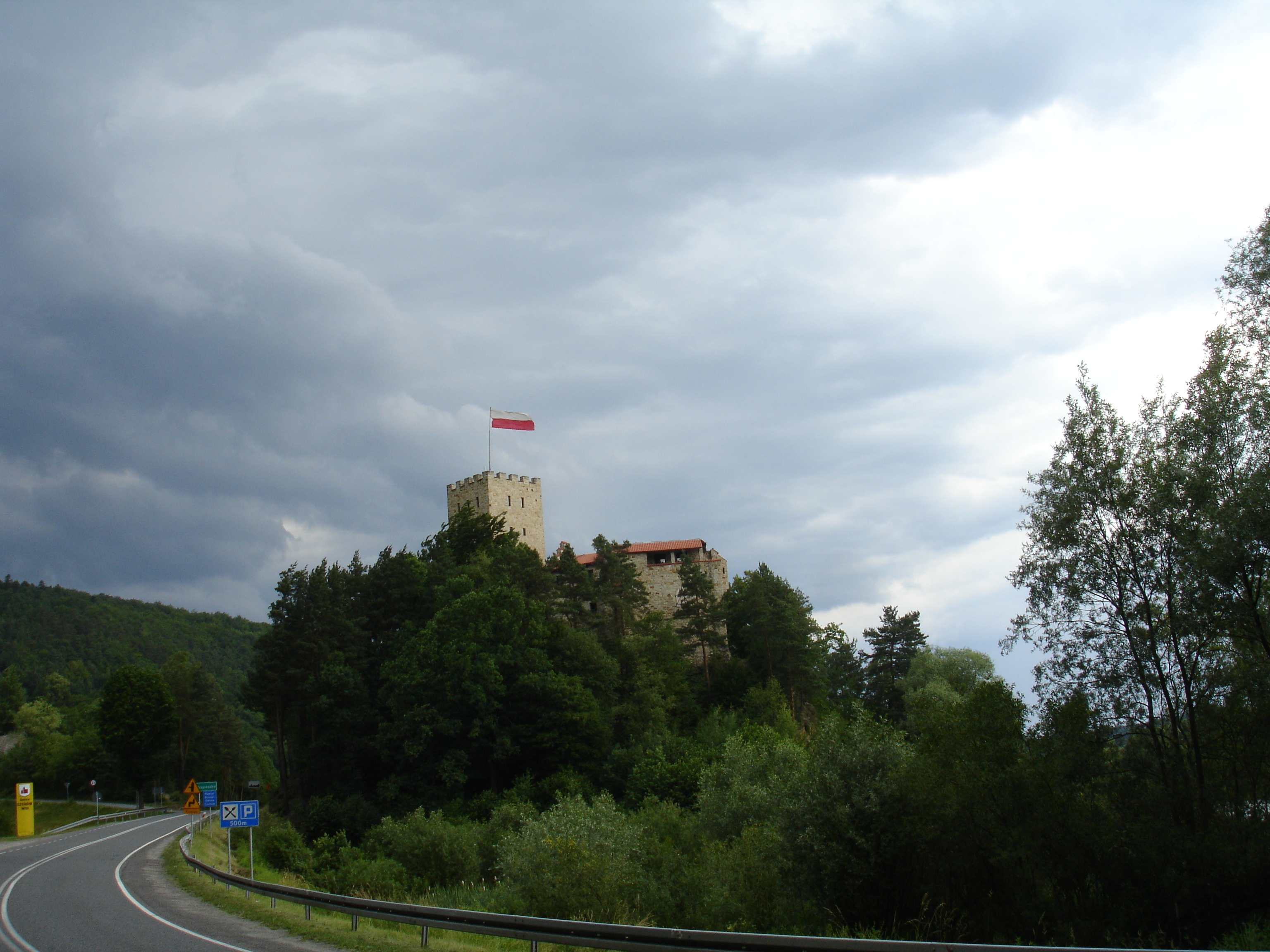
Замок Тропштин

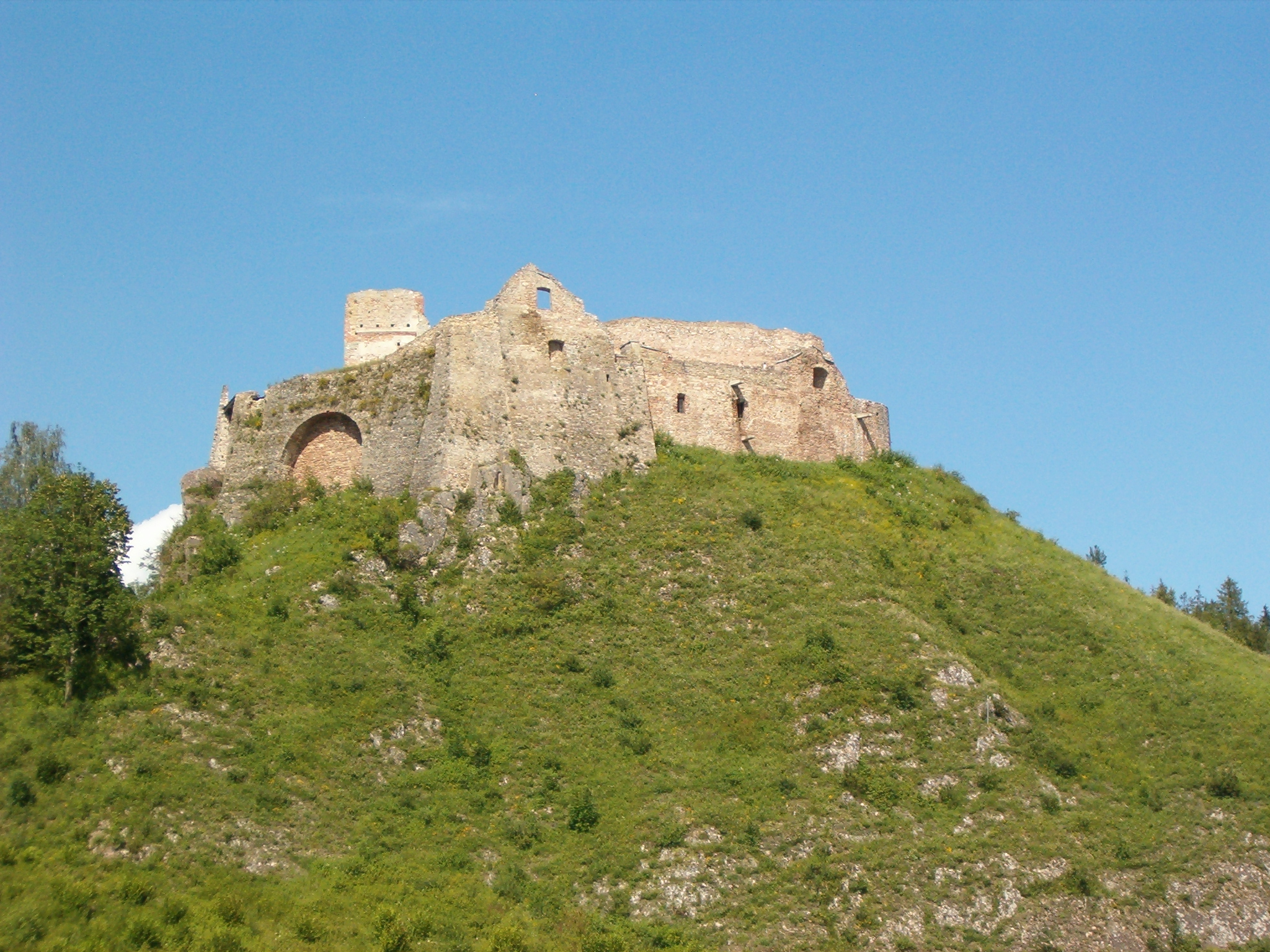
Руїни замку в Чорштині

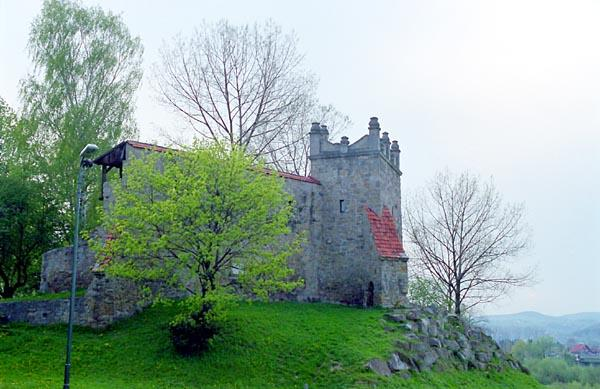
Вежа Ковальська, частина зовнішніх мурів королівського замку в Новому Сончі

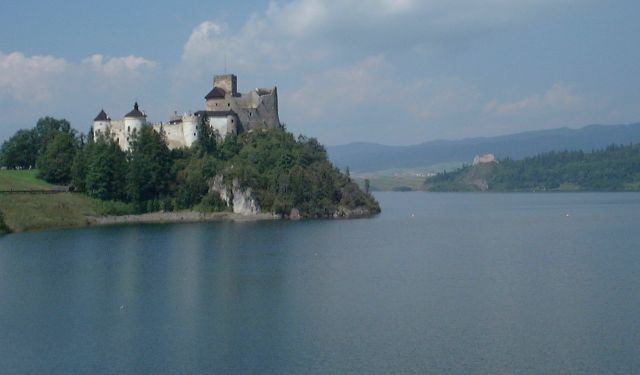
Замок в Неджиці

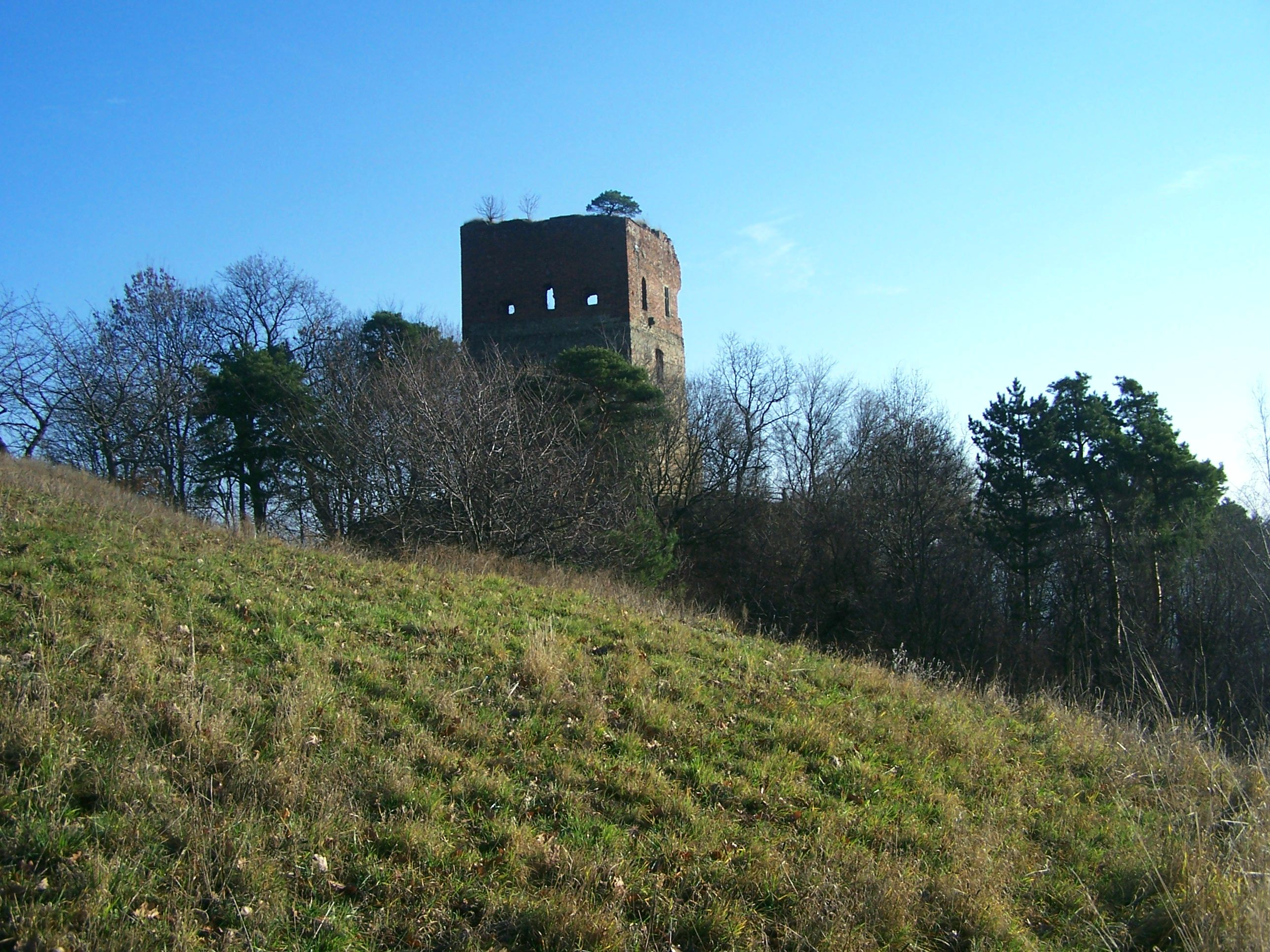
Руїни замку в Мельштині

Замки на річці Дунаєць - ряд лицарських замків, побудованих у середньовіччі на пагорбах вздовж річки Дунаєць, що в Малопольському воєводстві, Польща. Основною ціллю їх побудови була охорона дунаєцької ділянки торгового шляху, який вів з Польщі до Угорщини вздовж водних артерій Вісли, Дунайця, Попраду, Вагу та Дунаю. Замки становили частину фортифікаційної системи Польської держави на угорському прикордонні.

## Розташування
Список замків рухаючись вгору за течією (в дужках стан збереження):
- Велька Вєшь – замок Тшевлін (руїни)
- Мельштин – замок у Мельштині (руїни)
- Чхув – замок у Чхуві (руїни)
- Витшища – замок Тропштин (відреставровано)
- Рожнув – замок у Рожнові (руїни)
- Ґрудек над Дунайцем – замок у Ґрудку над Дунайцем (зруйновано)
- Курув – замок на Куровській горі (зруйновано)
- Новий Сонч – Королівський замок у Новому Сончі (руїни)
- Забжеж – замок у Забжежі (зруйновано)
- Коростенко над Дунайцем – замок Пеніни (руїни)
- Неджиця – Замок в "Дунаєць" Недижці (відреставровано)
- Чорштин – замок у Чорштині (руїни)

Біля підніжжя Татр, над річкою Білий Дунаєць, притоці Дунайця, знаходився ще один замок у Шафлярах (зруйновано).

## Городища
На численних пагорбах вздовж річки Дунаєць та в її долинах знаходяться залишки городищ часів лужицької культури та раннього середньовіччя. 
Археологічні пам'ятки в районі річки (рухаючись вгору за течією):
- Войнич – залишки ранньосередньовічного городища, побудованого в Х столітті на сухому острові, насипаному на висоті кілька метрів над заболоченими територіями долини Дунайця. Слугувала резиденцією каштелянів. Від посенення виникло місто Войнич.
- Завада Лянцкоронська – залишки лужицького та ранньосередньовічного городища(IX-XI ст.) на горі Замчисько.
- Бялавода – одна з вершин Бяловодської гори називається Замчиско. Там знаходяться залишки лужицького городища.
- Курув – залишки лужицького поселення на Курувській горі, званої також Замчисько, Замкова Гора або Гродзіско.
- Марчінковіце – залишки лужицького та ранньосередньовічного посенення (IX-X  ст.) на мисі Дунайця, що називається Гродзіско або Гродзіскова Гора.
- Хелмець – залишки лужицької та ранньоп’ястської осади на пагорбі під назвою Хелм або Гура Хелмова на лівому березі річки Дунаєць.
- Подегроджє – залишки двох ранньоп’ястських городищ на горі Замчисько та на горі Гробля.
- Нашацовіце – залишки лужицького та ранньоп’ястського городища на пагорбі Замчисько на лівому березі річки Дунаєць.
- Машковіце – залишки лужицького городища на горі Зиндрама, також відомої як гора Замчисько.
- Забжеж – залишки лужицького городища на Бабїй Горі.

Щодо багатьох пагорбів вздовж річки, особливо в новосондецьокому повіті, існують місцеві легенди про замки, які колись там знаходилися та від яких не залишилося жодного сліду. Наприклад в Машковіцах місцева традиція пов'язує це село із середньовічним лицарем Зиндрамом із Машковіц, героєм Грюнвальдської битви. На горі Замчисько в Машковіцах колись стояв замок, який згодом повністю розібрали. Існує також місцева легенда про замок, який колись знаходився  в Старому Сончі  на поблизькому пагорбі званому Міською Горою.

## Замок Леміш
Проблемною є локалізація замку Леміш, згаданого у Житії св. Кінги, місцезнаходження якого невідоме. Збудований після 1288 року він міг стояти на одному з пагорбів над річкою Дунаєць. Деякі дослідники вказували на Біловодську Гору, Куровську Гору, Баб'ю Гору біля селі Забжеж, або на пагорб над хутором Мішьолувка на розвилці Дунайця та Обідзкого Потоку в селі Бжина.

## Замки над Попрадом
Інші замки, що охороняли торговельний шлях із Польщі в Угорщину, були розташовані на річці Попрад, правій притоці Дунайця: у Ритро, Мушині та Старій Любовні.

## Туристичні маршрути
У Малопольському воєводстві немає окремого туристичного  маршруту вздовж річки Дунаєць, який би пролягав пагорбами на яких стояли середньовічні замки. Деякі вже згадані об'єкти розташовані на локальних туристичних маршрутах:
- Замок Тшевлін – синій туристичний маршрута з Войнича.
- Замок Пєніни – синій туристичний маршрут зі Щавниці.